# David Blatt
David Michael Blatt, en hebreo: דיוויד בלאט (Boston, Massachusetts, 22 de mayo de 1959) es un entrenador de baloncesto israelí-estadounidense. Nacido y formado en Estados Unidos, junto a Pete Carril en Princeton, en 1981, logró con USA la medalla de Oro en los Juegos Macabeos, a raíz de lo cual se va a vivir a Israel, en donde desarrolla su carrera como jugador, nacionalizándose israelí gracias a ser judío. Actualmente está considerado uno de los mejores entrenadores del baloncesto internacional. Es el padre del jugador profesional Tamir Blatt.

## Trayectoria como jugador
- 1977-1981:  Universidad de Princeton
- 1981-1984:  Maccabi Haifa
- 1986-1987:  Hapoel Jerusalem BC
- 1987-1988:  Maccabi Netanya
- 1988-1989:  Elitzur Netanya
- 1989-1990:  Hapoel Galil Elyon
- 1990-1991:  Hapoel Jerusalem BC
- 1991-1992:  Ironi Nahariya
- 1992-1993:  Maccabi Hederra

## Trayectoria como entrenador
- 2004-2005:  BC Dinamo San Petersburgo
- 2004-2005:  Israel
- 2005-2007:  Pallacanestro Treviso
- 2006-2012:  Selección de baloncesto de Rusia
- 2007-2008:  Efes Pilsen
- 2008-2009:  BC Dinamo Moscú
- 2010: Aris Salónica BC
- 2010-2014:  Maccabi Tel Aviv
- 2014-2016: Cleveland Cavaliers
- 2016-2018: Darüşşafaka S.K.
- 2018: Olympiacos B.C.

## Palmarés
- Eurobasket 2007: 1

Rusia: 2007
- Euroliga: 1

Maccabi Tel Aviv: 2014
- FIBA EuroChallenge: 1

BC Dinamo San Petersburgo: 2005
- Liga de baloncesto de Israel: 5

Maccabi Tel Aviv: 2002, 2003, 2011 2012, 2014
- Copa de baloncesto de Israel: 6

Maccabi Tel Aviv: 2002, 2003, 2011, 2012, 2013, 2014
- Liga Adriática: 1

Maccabi Tel Aviv:  2012
- LEGA: 1

Pallacanestro Treviso: 2006
- Copa Italia: 1

Pallacanestro Treviso: 2007
- Eurocup: 1

Darüşşafaka S.K.: 2018.